# Copa Asiática 2023
La Copa Asiática 2023 fue la XVIII edición del torneo de selecciones nacionales más importante de la Confederación Asiática de Fútbol (AFC), donde participaron 24 equipos nacionales por segunda ocasión en la historia después de la expansión realizada para la Copa Asiática 2019.
El torneo estaba originalmente programado para celebrarse en China. Sin embargo, el 13 de mayo de 2022, la AFC anunció que China no podría albergar el torneo debido a las circunstancias provocadas por el COVID-19 y la política cero-covid de China. El 17 de octubre de 2022 la AFC anunció a Catar como nueva sede del torneo. Debido a las altas temperaturas del verano en la región del Golfo y la participación de Catar en la Copa de Oro de la Concacaf 2023, el torneo se pospuso del 12 de enero al 10 de febrero de 2024.
A pesar de celebrarse en 2024, el torneo mantuvo el nombre de «Copa Asiática 2023».

## Elección del país anfitrión

### Primer proceso de licitación
El Comité de Competiciones de la AFC confirmó el 12 de abril de 2016 que cuatro federaciones expresaron interés en ser sede de la Copa Asiática de la AFC 2023: China, Indonesia, Corea del Sur y Tailandia. Indonesia, sin embargo, estuvo bajo la suspensión de la FIFA durante ese período. Esos países cumplieron con la fecha límite para enviar todos los documentos el 31 de marzo de 2016. La oferta ganadora se anunció el 4 de junio de 2019, en vísperas del 69.º Congreso de la FIFA en París, Francia.

### Ofertas

#### China
En febrero de 2013, China sugirió interés en organizar la Copa Asiática 2019. La Asociación China de Fútbol (CFA) sugirió nueve ciudades: Pekín, Dalian, Nankín, Xi'an, Chengdu, Qingdao, Changsha, Cantón y Wuhan, como posibles ciudades anfitrionas para el torneo.
Sin embargo, en septiembre de 2013, la CFA retiró su oferta para centrarse en el desarrollo de sus jugadores.
En diciembre de 2015, CFA confirmó su intención de presentar una oferta para la Copa Asiática 2023 de la AFC. China ha recibido previamente la Copa Asiática 2004 donde llegaron a la final, pero perdieron 3-1 ante sus vecinos Japón.
Se informó que Pekín, Tianjin, Cantón, Nankín, Xi'an, Wuhan, Chengdu, Qingdao, Shenyang, Changsha, Ningbo y Luoyang, fueron sugeridas por la CFA como posibles ciudades anfitrionas para el torneo. Más tarde, en marzo de 2019, se informó que después de la evaluación, China propuso oficialmente una oferta para la Copa Asiática 2023.

### Candidaturas canceladas

#### India
Expresó su interés en ser sede de la competencia ya que nunca la había organizado. La Federación de Fútbol de la India estaba dispuesta a organizar más torneos internacionales en el país, incluida la Copa Mundial Femenina de Fútbol Sub-20 de la FIFA en el 2020 debido a un importante desarrollo infraestructural del fútbol en el país, en virtud de ser sede de la Copa Mundial de Fútbol Sub-17 de 2017 e hizo una oferta para la Copa Mundial de Fútbol Sub-20 de 2019, pero perdió ante Polonia. Sin embargo, la India presentó su expresión de interés más allá del plazo establecido para marzo de 2017. Las posibles ciudades anfitrionas incluyen Navi Mumbai, Nueva Delhi, Bangalore, Cochín, Guwahati, Chennai, Calcuta, Margao, Pune y Jamshedpur. India más tarde retiró su oferta en octubre de 2018, y optó por centrarse en la Copa Mundial Femenina de Fútbol Sub-17 de 2020 que será la sede de India.

#### Indonesia
La AFC aceptó a Indonesia como candidato el 12 de abril de 2016. Indonesia fue sede anteriormente de la Copa Asiática 2007, junto con Tailandia, Vietnam y Malasia. La AFC anunció el 6 de julio de 2017 que Indonesia se ha retirado de la licitación. El mismo año, el país será anfitrión de la Copa Mundial de Baloncesto con otros dos países asiáticos, Filipinas y Japón.

#### Tailandia
Fue sede anteriormente de la Copa Asiática 1972 y también fue coanfitriona de la Copa Asiática 2007 junto con Indonesia, Malasia y Vietnam. El 21 de julio de 2017, la Asociación de Fútbol de Tailandia notificó a la AFC su decisión de retirarse de la licitación. Tailandia ha expresado interés en ofertar por la Copa Mundial Femenina de Fútbol de 2023.

#### Corea del Sur
Expresó su interés en organizar el torneo. Corea del Sur se presentó por última vez en 1960, que fue la segunda vez consecutiva y la última vez que ganaron el torneo. Las ocho ciudades anfitrionas postuladas fueron Suwon, Goyang, Hwaseong, Cheonan, Gwangju, Jeonju, Busan y Seogwipo. El 15 de mayo de 2019, Corea del Sur retiró su oferta para centrarse en la licitación conjunta para la Copa Mundial Femenina de Fútbol de 2023 con Corea del Norte.

### Segundo proceso de licitación
La Confederación Asiática de Fútbol anunció el 17 de julio de 2022 que cuatro federaciones expresaron interés en ser sede del torneo en el nuevo proceso de elección del país anfitrión de la Copa Asiática de la AFC 2023: Australia, Catar, Corea del Sur e Indonesia. Las federaciones tuvieron plazo hasta el 31 de agosto para hacer llegar la documentación respectiva. El Comité Ejecutivo de la AFC anunció la nueva sede el 17 de octubre de 2022, el país elegido fue Catar.

## Organización

### Sedes
El 5 de abril de 2023, la AFC anunció ocho estadios en cinco ciudades anfitrionas para el torneo. Todos menos tres de los estadios también fueron sede de partidos en la Copa Mundial de Fútbol de 2022, mientras que dos estadios también fueron sede de partidos en la Copa Asiática 2011. El estadio Abdullah bin Khalifa fue el único estadio de la lista que no fue sede de partidos en ninguna de las dos competiciones.
| Catar                                          | Catar                                          | Catar | Catar | Catar |
| Jor                                            | Lusail                                         | Doha | Doha | Doha |
| ---------------------------------------------- | ---------------------------------------------- | --- | --- | --- |
| (Municipio de Jor)                             | (Municipio de Al Dayyen)                       | (Municipio de Ad Dawhah)                                                                                    | (Municipio de Ad Dawhah)                                                                                    | (Municipio de Ad Dawhah)                                                                                    |
| Estadio Al Bayt                                | Estadio de Lusail                              | Estadio Abdullah bin Khalifa                                                                                | Estadio Al Thumama                                                                                          | Estadio Al Thumama                                                                                          |
| Capacidad: 68 895                              | Capacidad: 88 966                              | Capacidad: 10 000                                                                                           | Capacidad: 44 400                                                                                           | Capacidad: 44 400                                                                                           |
|                                                |                                                | | | |
| Sedes en Catar Doha Lusail Jor Rayán Al Wakrah | Sedes en Catar Doha Lusail Jor Rayán Al Wakrah | Estadios en el Área de Doha Abdullah bin Khalifa Ciudad de la Educación Khalifa Jassim bin Hamad Al Thumama | Estadios en el Área de Doha Abdullah bin Khalifa Ciudad de la Educación Khalifa Jassim bin Hamad Al Thumama | Estadios en el Área de Doha Abdullah bin Khalifa Ciudad de la Educación Khalifa Jassim bin Hamad Al Thumama |
| Rayán                                          | Rayán                                          | Rayán | Rayán | Al Wakrah                                                                                                   |
| (Municipio de Rayán) (Área de Doha)            | (Municipio de Rayán) (Área de Doha)            | (Municipio de Rayán) (Área de Doha)                                                                         | (Municipio de Rayán) (Área de Doha)                                                                         | (Municipio de Al Wakrah)                                                                                    |
| Estadio Ciudad de la Educación (8)             | Estadio Áhmad bin Ali (7)                      | Estadio Internacional Khalifa                                                                               | Estadio Jassim bin Hamad                                                                                    | Estadio Al Janoub                                                                                           |
| Capacidad: 44 667                              | Capacidad: 45 032                              | Capacidad: 45 857                                                                                           | Capacidad: 13 030                                                                                           | Capacidad: 44 325                                                                                           |
|                                                |                                                | | | |

### Árbitros
El 14 de septiembre de 2023, la AFC anunció la lista de 33 árbitros, 37 árbitros asistentes, dos árbitros suplentes y dos árbitros asistentes suplentes, incluidas dos árbitras y tres árbitras asistentes. El Árbitro asistente de video (VAR) se utilizó durante todo el torneo tras su implementación desde la fase de cuartos de final en adelante en la edición de 2019. El sistema de tecnología de offside semiautomático (SAOT), que utiliza 12 cámaras especializadas e inteligencia artificial (IA), también se implementó en los 51 partidos. Esta fue la primera vez que el SAOT se implementó en una competencia de la AFC y convirtió a la AFC en la primera confederación en aplicar el sistema a nivel de selecciones nacionales masculinas continentales.
| Árbitros                                                                   | Árbitros asistentes                                    |
| -------------------------------------------------------------------------- | ------------------------------------------------------ |
| Mohammed Al-Hoaish Khalid Al-Turais                                        | Zaid Al-Shammari Yasir Al-Sultán                       |
| Shaun Evans Alireza Faghani Kate Jacewicz                                  | Ashley Beecham Anton Shchetinin                        |
| Abdulrahman Al-Jassim Abdulla Al-Marri Khamis Al-Marri Salman Ahmad Falahi | Saoud Al-Maqaleh Taleb Al-Marri                        |
| Fu Ming Ma Ning                                                            | Zhang Cheng Zhou Fei                                   |
| Kim Hee-gon Kim Jong-hyeok Ko Hyung-jin                                    | Kim Kyoung-min Park Sang-jun Yoon Jae-yeol             |
|                                                                            | Alireza Ildorom Saeid Ghasemi                          |
| Mohanad Qasim Sarray                                                       | Ahmed Al-Baghdadi Watheq Al-Swaiedi                    |
| Yusuke Araki Jumpei Iida Hiroyuki Kimura Yoshimi Yamashita                 | Makoto Bozono Jun Mihara Takumi Takagi Naomi Teshirogi |

| Árbitros                                           | Árbitros asistentes                                          |
| -------------------------------------------------- | ------------------------------------------------------------ |
| Adham Makhadmeh                                    | Mohammad Al-Kalaf Ahmad Al-Roalle                            |
| Ahmad Al-Ali Abdullah Jamali                       | Ahmad Abbas Abdulhadi Al-Anezi                               |
| Nazmi Nasaruddin                                   | Mohd Arif Shamil Bin Abd Rasid Mohamad Zairul Bin Khalil Tan |
| Ahmed Al-Kaf                                       | Abu Bakar Al-Amri Rashid Al-Ghaithi                          |
| Muhammad Bin Jahari                                | Abdul Hannan Bin Abdul Hasim Ronnie Koh Min Kiat             |
| Hanna Hattab                                       | Ali Ahmad Mohamad Kazzaz                                     |
| Sivakorn Pu-udom                                   | Tanate Chuchuen Rawut Nakarit                                |
| Omar Al-Ali Adel Al-Naqbi Mohammed Abdulla Mohamed | Mohamed Al-Hammadi Hasan Al-Mahri                            |
| Akhrol Riskullaev Ilgiz Tantashev                  | Timur Gaynullin Andrey Tsapenko                              |

| Árbitros de reserva | Árbitros asistentes de reserva |
| ------------------- | ------------------------------ |
| Majed Al-Shamrani   | Mohammed Al-Abakry             |
| Sadullo Gulmurodi   | Cao Yi                         |

## Equipos participantes

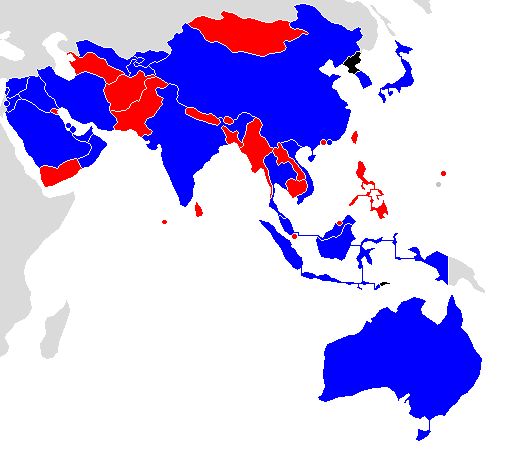
Clasificado
Eliminado
Descalificado o abandonó el torneo
No pertenece a la AFC

- En cursiva el equipo debutante.

| Equipos participantes | Equipos participantes  | Equipos participantes | Equipos participantes |
| --------------------- | ---------------------- | --------------------- | --------------------- |
| Arabia Saudita        | Emiratos Árabes Unidos | Japón                 | Palestina             |
| Australia             | Hong Kong              | Jordania              | Siria                 |
| Baréin                | India                  | Kirguistán            | Tailandia             |
| Catar                 | Indonesia              | Líbano                | Tayikistán            |
| China                 | Irak                   | Malasia               | Uzbekistán            |
| Corea del Sur         | Irán                   | Omán                  | Vietnam               |

### Sorteo
El sorteo se llevó a cabo en el Katara Opera House en Doha, Catar, el 11 de mayo de 2023 a las 14:00 AST (UTC+3).
Entre paréntesis se indica el puesto de cada selección en el ranking FIFA tomado en consideración.
| Bombo 1 | Bombo 2 | Bombo 3                                                                                                | Bombo 4 |
| --- | --- | --- | --- |
| 1. Catar (61) (anfitrión) 2. Japón (20) 3. Irán (24) 4. Corea del Sur (27) 5. Australia (29) 6. Arabia Saudita (54) | 7. Irak (67) 8. Emiratos Árabes Unidos (72) 9. Omán (73) 10. Uzbekistán (74) 11. China (81) 12. Jordania (84) | 13. Baréin (85) 14. Siria (90) 15. Palestina (93) 16. Vietnam (95) 17. Kirguistán (96) 18. Líbano (99) | 19. India (101) 20. Tayikistán (109) 21. Tailandia (114) 22. Malasia (138) 23. Hong Kong (147) 24. Indonesia (149) |

## Fase de grupos
- Los horarios corresponden al huso horario local de Catar (UTC+3).

     – Clasificados a los octavos de final.
     – Clasificados como uno de los cuatro mejores terceros.

### Grupo A
| Equipo     | Pts | PJ | PG | PE | PP | GF | GC | Dif |
| ---------- | --- | -- | -- | -- | -- | -- | -- | --- |
| Catar      | 9   | 3  | 3  | 0  | 0  | 5  | 0  | 5   |
| Tayikistán | 4   | 3  | 1  | 1  | 1  | 2  | 2  | 0   |
| China      | 2   | 3  | 0  | 2  | 1  | 0  | 1  | –1  |
| Líbano     | 1   | 3  | 0  | 1  | 2  | 1  | 5  | –4  |

| 12 de enero de 2024 | Catar                     | 3:0 (1:0) | Líbano | Estadio de Lusail, Lusail                                                    |                                                                              |
| 19:00               | Afif 45', 90+6' · Ali 56' | Reporte   |        | Asistencia: 82 490 espectadores Árbitro(s): Alireza Faghani VAR: Shaun Evans | Asistencia: 82 490 espectadores Árbitro(s): Alireza Faghani VAR: Shaun Evans |

| 13 de enero de 2024 | China | 0:0     | Tayikistán | Estadio Abdullah bin Khalifa, Doha                                                 |                                                                                    |
| 17:30               |       | Reporte |            | Asistencia: 4001 espectadores Árbitro(s): Mohammed Al-Hoaish VAR: Khalid Al-Turais | Asistencia: 4001 espectadores Árbitro(s): Mohammed Al-Hoaish VAR: Khalid Al-Turais |

| 17 de enero de 2024 | Líbano | 0:0     | China | Estadio Al Thumama, Doha                                                     |                                                                              |
| 14:30               |        | Reporte |       | Asistencia: 14 137 espectadores Árbitro(s): Ko Hyung-jin VAR: Kim Jong-hyeok | Asistencia: 14 137 espectadores Árbitro(s): Ko Hyung-jin VAR: Kim Jong-hyeok |

| 17 de enero de 2024 | Tayikistán | 0:1 (0:1) | Catar    | Estadio Al Bayt, Jor                                                         |                                                                              |
| 20:30               |            | Reporte   | Afif 17' | Asistencia: 57 460 espectadores Árbitro(s): Hiroyuki Kimura VAR: Jumpei Iida | Asistencia: 57 460 espectadores Árbitro(s): Hiroyuki Kimura VAR: Jumpei Iida |

| 22 de enero de 2024 | Catar         | 1:0 (0:0) | China | Estadio Internacional Jalifa, Rayán                         |                                                             |
| 18:00               | Al-Haidos 66' | Reporte   |       | Asistencia: 42 104 espectadores Árbitro(s): Abdullah Jamali | Asistencia: 42 104 espectadores Árbitro(s): Abdullah Jamali |

| 22 de enero de 2024 | Tayikistán                        | 2:1 (0:0) | Líbano    | Estadio Jassim bin Hamad, Doha                                   |                                                                  |
| 18:00               | Umarbayev 80' · Khamrokulov 90+2' | Reporte   | Jradi 47' | Asistencia: 11 843 espectadores Árbitro(s): Mohanad Qasim Sarray | Asistencia: 11 843 espectadores Árbitro(s): Mohanad Qasim Sarray |

### Grupo B
| Equipo     | Pts | PJ | PG | PE | PP | GF | GC | Dif |
| ---------- | --- | -- | -- | -- | -- | -- | -- | --- |
| Australia  | 7   | 3  | 2  | 1  | 0  | 4  | 1  | 3   |
| Uzbekistán | 5   | 3  | 1  | 2  | 0  | 4  | 1  | 3   |
| Siria      | 4   | 3  | 1  | 1  | 1  | 1  | 1  | 0   |
| India      | 0   | 3  | 0  | 0  | 3  | 0  | 6  | –6  |

| 13 de enero de 2024 | Australia            | 2:0 (0:0) | India | Estadio Áhmad bin Ali, Rayán                                                       |                                                                                    |
| 14:30               | Irvine 50' · Bos 73' | Reporte   |       | Asistencia: 35 253 espectadores Árbitro(s): Yoshimi Yamashita VAR: Hiroyuki Kimura | Asistencia: 35 253 espectadores Árbitro(s): Yoshimi Yamashita VAR: Hiroyuki Kimura |

| 13 de enero de 2024 | Uzbekistán | 0:0     | Siria | Estadio Jassim bin Hamad, Rayán                                               |                                                                               |
| 20:30               |            | Reporte |       | Asistencia: 10 198 espectadores Árbitro(s): Ahmed Al-Kaf VAR: Khamis Al-Marri | Asistencia: 10 198 espectadores Árbitro(s): Ahmed Al-Kaf VAR: Khamis Al-Marri |

| 18 de enero de 2024 | Siria | 0:1 (0:0) | Australia  | Estadio Jassim bin Hamad, Rayán                                                 |                                                                                 |
| 14:30               |       | Reporte   | Irvine 59' | Asistencia: 10 097 espectadores Árbitro(s): Adel Al-Naqbi VAR: Mohammed Abdulla | Asistencia: 10 097 espectadores Árbitro(s): Adel Al-Naqbi VAR: Mohammed Abdulla |

| 18 de enero de 2024 | India | 0:3 (0:3) | Uzbekistán                                     | Estadio Áhmad bin Ali, Rayán                                         |                                                                      |
| 17:30               |       | Reporte   | Fayzullaev 4' · Sergeev 18' · Nasrullaev 45+4' | Asistencia: 38 491 espectadores Árbitro(s): Fu Ming VAR: Omar Al-Ali | Asistencia: 38 491 espectadores Árbitro(s): Fu Ming VAR: Omar Al-Ali |

| 23 de enero de 2024 | Australia   | 1:1 (1:0) | Uzbekistán     | Estadio Al Janoub, Al Wakrah                                              |                                                                           |
| 14:30               | Boyle 45+1' | Reporte   | Turgunboev 79' | Asistencia: 15 290 espectadores Árbitro(s): Yusuke Araki VAR: Jumpei Iida | Asistencia: 15 290 espectadores Árbitro(s): Yusuke Araki VAR: Jumpei Iida |

| 23 de enero de 2024 | Siria       | 1:0 (0:0) | India | Estadio Al Bayt, Jor                                                            |                                                                                 |
| 14:30               | Kharbin 76' | Reporte   |       | Asistencia: 42 787 espectadores Árbitro(s): Sivakorn Pu-udom VAR: Muhammad Taqi | Asistencia: 42 787 espectadores Árbitro(s): Sivakorn Pu-udom VAR: Muhammad Taqi |

### Grupo C
| Equipo                 | Pts | PJ | PG | PE | PP | GF | GC | Dif |
| ---------------------- | --- | -- | -- | -- | -- | -- | -- | --- |
| Irán                   | 9   | 3  | 3  | 0  | 0  | 7  | 2  | 5   |
| Emiratos Árabes Unidos | 4   | 3  | 1  | 1  | 1  | 5  | 4  | 1   |
| Palestina              | 4   | 3  | 1  | 1  | 1  | 5  | 5  | 0   |
| Hong Kong              | 0   | 3  | 0  | 0  | 3  | 1  | 7  | –6  |

| 14 de enero de 2024 | Emiratos Árabes Unidos                                  | 3:1 (1:0) | Hong Kong         | Estadio Internacional Jalifa, Rayán                                                   |                                                                                       |
| 17:30               | Adil 34' (pen.) · Sultan 53' · Al-Ghassani 90+6' (pen.) | Reporte   | Chan Siu Kwan 49' | Asistencia: 15 586 espectadores Árbitro(s): Muhammad Bin Jahari VAR: Sivakorn Pu-udom | Asistencia: 15 586 espectadores Árbitro(s): Muhammad Bin Jahari VAR: Sivakorn Pu-udom |

| 14 de enero de 2024 | Irán                                                       | 4:1 (3:1) | Palestina   | Estadio Ciudad de la Educación, Rayán                                                   |                                                                                         |
| 20:30               | Ansarifard 2' · Khalilzadeh 12' · Ghayedi 38' · Azmoun 55' | Reporte   | Seyam 45+6' | Asistencia: 27 691 espectadores Árbitro(s): Abdulrahman Al-Jassim VAR: Abdulla Al-Marri | Asistencia: 27 691 espectadores Árbitro(s): Abdulrahman Al-Jassim VAR: Abdulla Al-Marri |

| 18 de enero de 2024 | Palestina         | 1:1 (0:1) | Emiratos Árabes Unidos | Estadio Al Janoub, Al Wakrah                                                        |                                                                                     |
| 20:30               | Nasser 50' (a.g.) | Reporte   | Adil 23'               | Asistencia: 41 986 espectadores Árbitro(s): Ahmad Al-Ali VAR: Abdulrahman Al-Jassim | Asistencia: 41 986 espectadores Árbitro(s): Ahmad Al-Ali VAR: Abdulrahman Al-Jassim |

| 19 de enero de 2024 | Hong Kong | 0:1 (0:1) | Irán        | Estadio Internacional Jalifa, Rayán                                           |                                                                               |
| 20:30               |           | Reporte   | Ghayedi 24' | Asistencia: 36 412 espectadores Árbitro(s): Hanna Hattab VAR: Hiroyuki Kimura | Asistencia: 36 412 espectadores Árbitro(s): Hanna Hattab VAR: Hiroyuki Kimura |

| 23 de enero de 2024 | Irán            | 2:1 (1:0) | Emiratos Árabes Unidos | Estadio Ciudad de la Educación, Rayán                                              |                                                                                    |
| 18:00               | Taremi 26', 65' | Reporte   | Al-Ghassani 90+3'      | Asistencia: 34 259 espectadores Árbitro(s): Ilgiz Tantashev VAR: Mohammed Al-Hoish | Asistencia: 34 259 espectadores Árbitro(s): Ilgiz Tantashev VAR: Mohammed Al-Hoish |

| 23 de enero de 2024 | Hong Kong | 0:3 (0:1) | Palestina                     | Estadio Abdullah bin Khalifa, Doha                                          |                                                                             |
| 18:00               |           | Reporte   | Dabbagh 12', 60' · Qunbar 48' | Asistencia: 6568 espectadores Árbitro(s): Shaun Evans VAR: Abdulla Al-Marri | Asistencia: 6568 espectadores Árbitro(s): Shaun Evans VAR: Abdulla Al-Marri |

### Grupo D
| Equipo    | Pts | PJ | PG | PE | PP | GF | GC | Dif |
| --------- | --- | -- | -- | -- | -- | -- | -- | --- |
| Irak      | 9   | 3  | 3  | 0  | 0  | 8  | 4  | 4   |
| Japón     | 6   | 3  | 2  | 0  | 1  | 8  | 5  | 3   |
| Indonesia | 3   | 3  | 1  | 0  | 2  | 3  | 6  | –3  |
| Vietnam   | 0   | 3  | 0  | 0  | 3  | 4  | 8  | –4  |

| 14 de enero de 2024 | Japón                                         | 4:2 (3:2) | Vietnam                                 | Estadio Al Thumama, Doha                                                    |                                                                             |
| 14:30               | Minamino 11', 45' · Nakamura 45+5' · Ueda 85' | Reporte   | Nguyễn Đình Bắc 16' · Phạm Tuấn Hải 33' | Asistencia: 17 385 espectadores Árbitro(s): Kim Jong-hyeok VAR: Kim Hee-gon | Asistencia: 17 385 espectadores Árbitro(s): Kim Jong-hyeok VAR: Kim Hee-gon |

| 15 de enero de 2024 | Indonesia     | 1:3 (1:2) | Irak                                 | Estadio Áhmad bin Ali, Rayán                                                   |                                                                                |
| 17:30               | Marselino 37' | Reporte   | Ali 17' · Rashid 45+7' · Hussein 75' | Asistencia: 16 532 espectadores Árbitro(s): Ilgiz Tantashev VAR: Salman Falahi | Asistencia: 16 532 espectadores Árbitro(s): Ilgiz Tantashev VAR: Salman Falahi |

| 19 de enero de 2024 | Irak              | 2:1 (2:0) | Japón      | Estadio Ciudad de la Educación, Rayán                                             |                                                                                   |
| 14:30               | Hussein 5', 45+4' | Reporte   | Endō 90+3' | Asistencia: 38 663 espectadores Árbitro(s): Khalid Al-Turais VAR: Khamis Al-Marri | Asistencia: 38 663 espectadores Árbitro(s): Khalid Al-Turais VAR: Khamis Al-Marri |

| 19 de enero de 2024 | Vietnam | 0:1 (0:1) | Indonesia         | Estadio Abdullah bin Khalifa, Doha                                                |                                                                                   |
| 17:30               |         | Reporte   | Asnawi 42' (pen.) | Asistencia: 7253 espectadores Árbitro(s): Sadullo Gulmurodi VAR: Sivakorn Pu-udom | Asistencia: 7253 espectadores Árbitro(s): Sadullo Gulmurodi VAR: Sivakorn Pu-udom |

| 24 de enero de 2024 | Japón                                   | 3:1 (1:0) | Indonesia   | Estadio Al Thumama, Doha                                                             |                                                                                      |
| 14:30               | Ueda 6' (pen.), 52' · Hubner 88' (a.g.) | Reporte   | Walsh 90+1' | Asistencia: 26 453 espectadores Árbitro(s): Khamis Al-Marri VAR: Salman Ahmad Falahi | Asistencia: 26 453 espectadores Árbitro(s): Khamis Al-Marri VAR: Salman Ahmad Falahi |

| 24 de enero de 2024 | Irak                                    | 3:2 (0:1) | Vietnam                                         | Estadio Jassim bin Hamad, Rayán                                         |                                                                         |
| 14:30               | Sulaka 47' · Hussein 73', 90+12' (pen.) | Reporte   | Bùi Hoàng Việt Anh 42' · Nguyễn Quang Hải 90+1' | Asistencia: 8932 espectadores Árbitro(s): Nazmi Nasaruddin VAR: Fu Ming | Asistencia: 8932 espectadores Árbitro(s): Nazmi Nasaruddin VAR: Fu Ming |

### Grupo E
| Equipo        | Pts | PJ | PG | PE | PP | GF | GC | Dif |
| ------------- | --- | -- | -- | -- | -- | -- | -- | --- |
| Baréin        | 6   | 3  | 2  | 0  | 1  | 3  | 3  | 0   |
| Corea del Sur | 5   | 3  | 1  | 2  | 0  | 8  | 6  | 2   |
| Jordania      | 4   | 3  | 1  | 1  | 1  | 6  | 3  | 3   |
| Malasia       | 1   | 3  | 0  | 1  | 2  | 3  | 8  | –5  |

| 15 de enero de 2024 | Corea del Sur                            | 3:1 (1:0) | Baréin          | Estadio Jassim bin Hamad, Rayán                                |                                                                |
| 14:30               | Hwang In-beom 38' · Lee Kang-in 56', 88' | Reporte   | Al-Hashsash 51' | Asistencia: 8388 espectadores Árbitro(s): Ma Ning VAR: Fu Ming | Asistencia: 8388 espectadores Árbitro(s): Ma Ning VAR: Fu Ming |

| 15 de enero de 2024 | Malasia | 0:4 (0:3) | Jordania                                      | Estadio Al Janoub, Al Wakrah                                                  |                                                                               |
| 20:30               |         | Reporte   | Al-Mardi 12', 32' · Al-Tamari 18' (pen.), 85' | Asistencia: 20 410 espectadores Árbitro(s): Mohammed Abdulla VAR: Omar Al-Ali | Asistencia: 20 410 espectadores Árbitro(s): Mohammed Abdulla VAR: Omar Al-Ali |

| 20 de enero de 2024 | Jordania                                   | 2:2 (2:1) | Corea del Sur                                  | Estadio Al Thumama, Doha                                                        |                                                                                 |
| 14:30               | Park Yong-woo 37' (a.g.) · Al-Naimat 45+6' | Reporte   | Son Heung-min 9' (pen.) · Al-Arab 90+1' (a.g.) | Asistencia: 36 627 espectadores Árbitro(s): Salman Falahi VAR: Abdulla Al-Marri | Asistencia: 36 627 espectadores Árbitro(s): Salman Falahi VAR: Abdulla Al-Marri |

| 20 de enero de 2024 | Baréin      | 1:0 (0:0) | Malasia | Estadio Jassim bin Hamad, Rayán                                           |                                                                           |
| 17:30               | Madan 90+5' | Reporte   |         | Asistencia: 10 386 espectadores Árbitro(s): Ahmed Al-Kaf VAR: Omar Al-Ali | Asistencia: 10 386 espectadores Árbitro(s): Ahmed Al-Kaf VAR: Omar Al-Ali |

| 25 de enero de 2024 | Jordania | 0:1 (0:1) | Baréin          | Estadio Internacional Jalifa, Rayán                                           |                                                                               |
| 14:30               |          | Reporte   | Yusuf Helal 34' | Asistencia: 39 650 espectadores Árbitro(s): Omar Al-Ali VAR: Mohammed Abdulla | Asistencia: 39 650 espectadores Árbitro(s): Omar Al-Ali VAR: Mohammed Abdulla |

| 25 de enero de 2024 | Corea del Sur                                                        | 3:3 (1:0) | Malasia                                            | Estadio Al Janoub, Al Wakrah                                                       |                                                                                    |
| 14:30               | Jeong Woo-yeong 21' · Syihan 83' (a.g.) · Son Heung-min 90+4' (pen.) | Reporte   | Halim 51' · Arif Aiman 62' (pen.) · Morales 90+15' | Asistencia: 30 117 espectadores Árbitro(s): Khalid Al-Turais VAR: Abdulla Al-Marri | Asistencia: 30 117 espectadores Árbitro(s): Khalid Al-Turais VAR: Abdulla Al-Marri |

### Grupo F
| Equipo         | Pts | PJ | PG | PE | PP | GF | GC | Dif |
| -------------- | --- | -- | -- | -- | -- | -- | -- | --- |
| Arabia Saudita | 7   | 3  | 2  | 1  | 0  | 4  | 1  | 3   |
| Tailandia      | 5   | 3  | 1  | 2  | 0  | 2  | 0  | 2   |
| Omán           | 2   | 3  | 0  | 2  | 1  | 2  | 3  | –1  |
| Kirguistán     | 1   | 3  | 0  | 1  | 2  | 1  | 5  | –4  |

| 16 de enero de 2024 | Tailandia         | 2:0 (1:0) | Kirguistán | Estadio Abdullah bin Khalifa, Doha                                           |                                                                              |
| 17:30               | Supachai 26', 49' | Reporte   |            | Asistencia: 4530 espectadores Árbitro(s): Adham Makhadmeh VAR: Adel Al-Naqbi | Asistencia: 4530 espectadores Árbitro(s): Adham Makhadmeh VAR: Adel Al-Naqbi |

| 16 de enero de 2024 | Arabia Saudita                 | 2:1 (0:1) | Omán                  | Estadio Internacional Jalifa, Rayán                                        |                                                                            |
| 20:30               | Ghareeb 78' · Al-Bulaihi 90+6' | Reporte   | Al-Yahyaei 15' (pen.) | Asistencia: 41 987 espectadores Árbitro(s): Shaun Evans VAR: Kate Jacewicz | Asistencia: 41 987 espectadores Árbitro(s): Shaun Evans VAR: Kate Jacewicz |

| 21 de enero de 2024 | Omán | 0:0     | Tailandia | Estadio Al Janoub, Al Wakrah                                                                     |                                                                                                  |
| 17:30               |      | Reporte |           | Asistencia: 6340 espectadores Árbitro(s): Mooud Bonyadifard VAR: Mohammed Abdulla Hassan Mohamed | Asistencia: 6340 espectadores Árbitro(s): Mooud Bonyadifard VAR: Mohammed Abdulla Hassan Mohamed |

| 21 de enero de 2024 | Kirguistán | 0:2 (0:1) | Arabia Saudita            | Estadio Áhmad bin Ali, Al Rayyan                                     |                                                                      |
| 20:30               |            | Reporte   | Kanno 35' · Al-Ghamdi 84' | Asistencia: 39 557 espectadores Árbitro(s): Jumpei Iida VAR: Fu Ming | Asistencia: 39 557 espectadores Árbitro(s): Jumpei Iida VAR: Fu Ming |

| 25 de enero de 2024 | Arabia Saudita | 0:0     | Tailandia | Estadio Ciudad de la Educación, Rayán                                       |                                                                             |
| 18:00               |                | Reporte |           | Asistencia: 38 773 espectadores Árbitro(s): Kim Hee-gon VAR: Kim Jong-hyeok | Asistencia: 38 773 espectadores Árbitro(s): Kim Hee-gon VAR: Kim Jong-hyeok |

| 25 de enero de 2024 | Kirguistán | 1:1 (0:1) | Omán           | Estadio Abdullah bin Khalifa, Doha                                          |                                                                             |
| 18:00               | Kojo 80'   | Reporte   | Al-Ghassani 8' | Asistencia: 6231 espectadores Árbitro(s): Ahmad Al-Ali VAR: Abdullah Jamali | Asistencia: 6231 espectadores Árbitro(s): Ahmad Al-Ali VAR: Abdullah Jamali |

### Mejores terceros
| Equipo    | Gr | Pts | PJ | PG | PE | PP | GF | GC | Dif |
| --------- | -- | --- | -- | -- | -- | -- | -- | -- | --- |
| Jordania  | E  | 4   | 3  | 1  | 1  | 1  | 6  | 3  | 3   |
| Palestina | C  | 4   | 3  | 1  | 1  | 1  | 5  | 5  | 0   |
| Siria     | B  | 4   | 3  | 1  | 1  | 1  | 1  | 1  | 0   |
| Indonesia | D  | 3   | 3  | 1  | 0  | 2  | 3  | 6  | –3  |
| Omán      | F  | 2   | 3  | 0  | 2  | 1  | 2  | 3  | –1  |
| China     | A  | 2   | 3  | 0  | 2  | 1  | 0  | 1  | –1  |

Los emparejamientos de los octavos de final fueron definidos de la siguiente manera:
- Partido 1: 2.º del grupo A v 2.º del grupo C
- Partido 2: 1.º del grupo D v 3.º del grupo B/E/F
- Partido 3: 1.º del grupo B v 3.º del grupo A/C/D
- Partido 4: 1.º del grupo F v 2.º del grupo E
- Partido 5: 1.º del grupo C v 3.º del grupo A/B/F
- Partido 6: 1.º del grupo E v 2.º del grupo D
- Partido 7: 1.º del grupo A v 3.º del grupo C/D/E
- Partido 8: 2.º del grupo B v 2.º del grupo F

Los emparejamientos de los partidos 1, 3, 4 y 5 dependieron de quienes fueron los terceros lugares que se clasificaron a los octavos de final. La siguiente tabla muestra las diferentes opciones para definir a los rivales de los ganadores de los grupos A, B, C y D.
     – Combinación que se dio en esta edición.
| Terceros lugares clasificados | Terceros lugares clasificados | Terceros lugares clasificados | Terceros lugares clasificados | Terceros lugares clasificados | Terceros lugares clasificados |    | 1A vs. | 1B vs. | 1C vs. | 1D vs. |
| ----------------------------- | ----------------------------- | ----------------------------- | ----------------------------- | ----------------------------- | ----------------------------- | -- | ------ | ------ | ------ | ------ |
| A                             | B                             | C                             | D                             |                               |                               | 3C | 3D     | 3A     | 3B     |        |
| A                             | B                             | C                             |                               | E                             |                               | 3C | 3A     | 3B     | 3E     |        |
| A                             | B                             | C                             |                               |                               | F                             | 3C | 3A     | 3B     | 3F     |        |
| A                             | B                             |                               | D                             | E                             |                               | 3D | 3A     | 3B     | 3E     |        |
| A                             | B                             |                               | D                             |                               | F                             | 3D | 3A     | 3B     | 3F     |        |
| A                             | B                             |                               |                               | E                             | F                             | 3E | 3A     | 3B     | 3F     |        |
| A                             |                               | C                             | D                             | E                             |                               | 3C | 3D     | 3A     | 3E     |        |
| A                             |                               | C                             | D                             |                               | F                             | 3C | 3D     | 3A     | 3F     |        |
| A                             |                               | C                             |                               | E                             | F                             | 3C | 3A     | 3F     | 3E     |        |
| A                             |                               |                               | D                             | E                             | F                             | 3D | 3A     | 3F     | 3E     |        |
|                               | B                             | C                             | D                             | E                             |                               | 3C | 3D     | 3B     | 3E     |        |
|                               | B                             | C                             | D                             |                               | F                             | 3C | 3D     | 3B     | 3F     |        |
|                               | B                             | C                             |                               | E                             | F                             | 3E | 3C     | 3B     | 3F     |        |
|                               | B                             |                               | D                             | E                             | F                             | 3E | 3D     | 3B     | 3F     |        |
|                               |                               | C                             | D                             | E                             | F                             | 3C | 3D     | 3F     | 3E     |        |

## Fase eliminatoria

### Cuadro de desarrollo
|  | Octavos de final                          | Octavos de final                 |                                      |       | Cuartos de final | Cuartos de final |  |  | Semifinales | Semifinales |  |  | Final | Final |
|  |                                           |                                  |                                      |       |                  |                  |  |  |             |             |  |  |       |       |
|  | 28 de enero – Rayán (Áhmad bin Ali)       |                                  |                                      |       |                  |                  |  |  |             |             |  |  |       |       |
|  |                                           |                                  |                                      |       |                  |                  |  |  |             |             |  |  |       |       |
|  | Tayikistán                                | 1 (5)                            |                                      |       |                  |                  |  |  |             |             |  |  |       |       |
|  | Tayikistán                                | 1 (5)                            | 2 de febrero – Rayán (Áhmad bin Ali) |       |                  |                  |  |  |             |             |  |  |       |       |
|  | Emiratos Árabes Unidos                    | 1 (3)                            |                                      |       |                  |                  |  |  |             |             |  |  |       |       |
|  | Emiratos Árabes Unidos                    | 1 (3)                            | Tayikistán                           | 0     |                  |                  |  |  |             |             |  |  |       |       |
|  | 29 de enero – Rayán (Jalifa)              |                                  | Tayikistán                           | 0     |                  |                  |  |  |             |             |  |  |       |       |
|  |                                           | Jordania                         | 1                                    |       |                  |                  |  |  |             |             |  |  |       |       |
|  | Irak                                      | Jordania                         | 1                                    | 2     |                  |                  |  |  |             |             |  |  |       |       |
|  | Irak                                      |                                  | 6 de febrero – Rayán (Áhmad bin Ali) | 2     |                  |                  |  |  |             |             |  |  |       |       |
|  | Jordania                                  | 3                                |                                      |       |                  |                  |  |  |             |             |  |  |       |       |
|  | Jordania                                  | 3                                | Jordania                             | 2     |                  |                  |  |  |             |             |  |  |       |       |
|  | 28 de enero – Doha (Jassim bin Hamad)     |                                  | Jordania                             | 2     |                  |                  |  |  |             |             |  |  |       |       |
|  |                                           | Corea del Sur                    | 0                                    |       |                  |                  |  |  |             |             |  |  |       |       |
|  | Australia                                 | Corea del Sur                    | 0                                    | 4     |                  |                  |  |  |             |             |  |  |       |       |
|  | Australia                                 | 2 de febrero – Rayán (Educación) |                                      | 4     |                  |                  |  |  |             |             |  |  |       |       |
|  | Indonesia                                 | 0                                |                                      |       |                  |                  |  |  |             |             |  |  |       |       |
|  | Indonesia                                 | 0                                | Australia                            | 1     |                  |                  |  |  |             |             |  |  |       |       |
|  | 30 de enero – Rayán (Educación)           |                                  | Australia                            | 1     |                  |                  |  |  |             |             |  |  |       |       |
|  |                                           | Corea del Sur (t. s.)            | 2                                    |       |                  |                  |  |  |             |             |  |  |       |       |
|  | Arabia Saudita                            | Corea del Sur (t. s.)            | 2                                    | 1 (2) |                  |                  |  |  |             |             |  |  |       |       |
|  | Arabia Saudita                            |                                  | 10 de febrero – Lusail               | 1 (2) |                  |                  |  |  |             |             |  |  |       |       |
|  | Corea del Sur                             | 1 (4)                            |                                      |       |                  |                  |  |  |             |             |  |  |       |       |
|  | Corea del Sur                             | 1 (4)                            | Jordania                             | 1     |                  |                  |  |  |             |             |  |  |       |       |
|  | 31 de enero – Doha (Abdullah bin Khalifa) |                                  | Jordania                             | 1     |                  |                  |  |  |             |             |  |  |       |       |
|  |                                           | Catar                            | 3                                    |       |                  |                  |  |  |             |             |  |  |       |       |
|  | Irán                                      | Catar                            | 3                                    | 1 (5) |                  |                  |  |  |             |             |  |  |       |       |
|  | Irán                                      | 3 de febrero – Al Wakrah         |                                      | 1 (5) |                  |                  |  |  |             |             |  |  |       |       |
|  | Siria                                     | 1 (3)                            |                                      |       |                  |                  |  |  |             |             |  |  |       |       |
|  | Siria                                     | 1 (3)                            | Irán                                 | 2     |                  |                  |  |  |             |             |  |  |       |       |
|  | 31 de enero – Doha (Al Thumama)           |                                  | Irán                                 | 2     |                  |                  |  |  |             |             |  |  |       |       |
|  |                                           | Japón                            | 1                                    |       |                  |                  |  |  |             |             |  |  |       |       |
|  | Baréin                                    | Japón                            | 1                                    | 1     |                  |                  |  |  |             |             |  |  |       |       |
|  | Baréin                                    |                                  | 7 de febrero – Doha (Al Thumama)     | 1     |                  |                  |  |  |             |             |  |  |       |       |
|  | Japón                                     | 3                                |                                      |       |                  |                  |  |  |             |             |  |  |       |       |
|  | Japón                                     | 3                                | Irán                                 | 2     |                  |                  |  |  |             |             |  |  |       |       |
|  | 29 de enero – Jor                         |                                  | Irán                                 | 2     |                  |                  |  |  |             |             |  |  |       |       |
|  |                                           | Catar                            | 3                                    |       |                  |                  |  |  |             |             |  |  |       |       |
|  | Catar                                     | Catar                            | 3                                    | 2     |                  |                  |  |  |             |             |  |  |       |       |
|  | Catar                                     | 3 de febrero – Jor               |                                      | 2     |                  |                  |  |  |             |             |  |  |       |       |
|  | Palestina                                 | 1                                |                                      |       |                  |                  |  |  |             |             |  |  |       |       |
|  | Palestina                                 | 1                                | Catar                                | 1 (3) |                  |                  |  |  |             |             |  |  |       |       |
|  | 30 de enero – Al Wakrah                   |                                  | Catar                                | 1 (3) |                  |                  |  |  |             |             |  |  |       |       |
|  |                                           | Uzbekistán                       | 1 (2)                                |       |                  |                  |  |  |             |             |  |  |       |       |
|  | Uzbekistán                                | Uzbekistán                       | 1 (2)                                | 2     |                  |                  |  |  |             |             |  |  |       |       |
|  | Uzbekistán                                |                                  |                                      | 2     |                  |                  |  |  |             |             |  |  |       |       |
|  | Tailandia                                 | 1                                |                                      |       |                  |                  |  |  |             |             |  |  |       |       |
|  | Tailandia                                 | 1                                |                                      |       |                  |                  |  |  |             |             |  |  |       |       |

- Los horarios corresponden al huso horario local de Catar (UTC+3).

### Octavos de final
| 28 de enero de 2024 | Australia                                                    | 4:0 (2:0) | Indonesia | Estadio Jassim bin Hamad, Rayán                                             |                                                                             |
| 14:30               | Baggott 12' (a.g.) · Boyle 45' · Goodwin 89' · Souttar 90+1' | Reporte   |           | Asistencia: 7863 espectadores Árbitro(s): Mohammed Abdulla VAR: Omar Al-Ali | Asistencia: 7863 espectadores Árbitro(s): Mohammed Abdulla VAR: Omar Al-Ali |

| 28 de enero de 2024 | Tayikistán                                            | 1:1 (1:1, 1:0) (t. s.)(5:3 p.) | Emiratos Árabes Unidos        | Estadio Áhmad bin Ali, Rayán                                              |                                                                           |
| 19:00               | Khanonov 30'                                          | Reporte                        | Al-Hammadi 90+5'              | Asistencia: 33 584 espectadores Árbitro(s): Yusuke Araki VAR: Jumpei Iida | Asistencia: 33 584 espectadores Árbitro(s): Yusuke Araki VAR: Jumpei Iida |
|                     |                                                       | Tiros desde el punto penal     |                               |                                                                           |                                                                           |
|                     | Nazarov · Khanonov · Pandzhshanbe · Soirov · Shukurov |                                | Idrees · Caio · Fabio · Saleh |                                                                           |                                                                           |

| 29 de enero de 2024 | Irak                    | 2:3 (0:1) | Jordania                                           | Estadio Internacional Khalifa, Rayán                                             |                                                                                  |
| 14:30               | Natiq 68' · Hussein 76' | Reporte   | Al-Naimat 45+1' · Al-Arab 90+5' · Al-Rashdan 90+7' | Asistencia: 35 814 espectadores Árbitro(s): Alireza Faghani VAR: Khamis Al-Marri | Asistencia: 35 814 espectadores Árbitro(s): Alireza Faghani VAR: Khamis Al-Marri |

| 29 de enero de 2024 | Catar                             | 2:1 (1:1) | Palestina   | Estadio Al Bayt, Jor                                             |                                                                  |
| 19:00               | Al-Haidos 45+6' · Afif 49' (pen.) | Reporte   | Dabbagh 37' | Asistencia: 63 753 espectadores Árbitro(s): Ma Ning VAR: Fu Ming | Asistencia: 63 753 espectadores Árbitro(s): Ma Ning VAR: Fu Ming |

| 30 de enero de 2024 | Uzbekistán                      | 2:1 (1:0) | Tailandia    | Estadio Al Janoub, Al Wakrah                                                  |                                                                               |
| 14:30               | Turgunboev 37' · Fayzullaev 65' | Reporte   | Supachok 58' | Asistencia: 18 691 espectadores Árbitro(s): Nazmi Nasaruddin VAR: Omar Al-Ali | Asistencia: 18 691 espectadores Árbitro(s): Nazmi Nasaruddin VAR: Omar Al-Ali |

| 30 de enero de 2024 | Arabia Saudita                          | 1:1 (1:1, 0:0) (t. s.)(2:4 p.) | Corea del Sur                                                  | Estadio Ciudad de la Educación, Rayán                                         |                                                                               |
| 19:00               | Radif 46'                               | Reporte                        | Cho Gue-sung 90+9'                                             | Asistencia: 42 389 espectadores Árbitro(s): Ilgiz Tantashev VAR: Ahmad Al-Ali | Asistencia: 42 389 espectadores Árbitro(s): Ilgiz Tantashev VAR: Ahmad Al-Ali |
|                     |                                         | Tiros desde el punto penal     |                                                                |                                                                               |                                                                               |
|                     | Kanno · Abdulhamid · Al-Najei · Ghareeb |                                | Son Heung-min · Kim Young-gwon · Cho Gue-sung · Hwang Hee-chan |                                                                               |                                                                               |

| 31 de enero de 2024 | Baréin            | 1:3 (0:1) | Japón                          | Estadio Al Thumama, Doha                                                       |                                                                                |
| 14:30               | Suzuki 64' (a.g.) | Reporte   | Dōan 31' · Kubo 49' · Ueda 72' | Asistencia: 31 832 espectadores Árbitro(s): Ahmad Al-Ali VAR: Mohammed Abdulla | Asistencia: 31 832 espectadores Árbitro(s): Ahmad Al-Ali VAR: Mohammed Abdulla |

| 31 de enero de 2024 | Irán                                                | 1:1 (1:1, 1:0) (t. s.)(5:3 p.) | Siria                              | Estadio Abdullah bin Khalifa, Doha                                        |                                                                           |
| 19:00               | Taremi 34' (pen.)                                   | Reporte                        | Kharbin 64' (pen.)                 | Asistencia: 8720 espectadores Árbitro(s): Kim Jong-hyeok VAR: Kim Hee-gon | Asistencia: 8720 espectadores Árbitro(s): Kim Jong-hyeok VAR: Kim Hee-gon |
|                     |                                                     | Tiros desde el punto penal     |                                    |                                                                           |                                                                           |
|                     | Ansarifard · Rezaeian · Ebrahimi · Torabi · Hajsafi |                                | Sabbag · Youssef · Ousou · Al-Dali |                                                                           |                                                                           |

### Cuartos de final
| 2 de febrero de 2024 | Tayikistán | 0:1 (0:0) | Jordania            | Estadio Áhmad bin Ali, Rayán                                         |                                                                      |
| 14:30                |            | Reporte   | Khanonov 66' (a.g.) | Asistencia: 35 530 espectadores Árbitro(s): Fu Ming VAR: Jumpei Iida | Asistencia: 35 530 espectadores Árbitro(s): Fu Ming VAR: Jumpei Iida |

| 2 de febrero de 2024 | Australia   | 1:2 (1:1, 1:0) (t. s.) | Corea del Sur                                    | Estadio Al Janoub, Al Wakrah                                                   |                                                                                |
| 18:30                | Goodwin 42' | Reporte                | Hwang Hee-chan 90+6' (pen.) · Son Heung-min 104' | Asistencia: 39 632 espectadores Árbitro(s): Ahmed Al-Kaf VAR: Mohammed Abdulla | Asistencia: 39 632 espectadores Árbitro(s): Ahmed Al-Kaf VAR: Mohammed Abdulla |

| 3 de febrero de 2024 | Irán                                  | 2:1 (0:1) | Japón      | Estadio Ciudad de la Educación, Rayán                                     |                                                                           |
| 14:30                | Mohebi 55' · Jahanbakhsh 90+6' (pen.) | Reporte   | Morita 28' | Asistencia: 35 640 espectadores Árbitro(s): Ma Ning VAR: Sivakorn Pu-udom | Asistencia: 35 640 espectadores Árbitro(s): Ma Ning VAR: Sivakorn Pu-udom |

| 3 de febrero de 2024 | Catar                                       | 1:1 (1:1, 1:0) (t. s.)(3:2 p.) | Uzbekistán                                                  | Estadio Al Bayt, Jor                                                        |                                                                             |
| 18:30                | Al-Haidos 27'                               | Reporte                        | Hamrobekov 59'                                              | Asistencia: 58 791 espectadores Árbitro(s): Kim Hee-gon VAR: Kim Jong-hyeok | Asistencia: 58 791 espectadores Árbitro(s): Kim Hee-gon VAR: Kim Jong-hyeok |
|                      |                                             | Tiros desde el punto penal     |                                                             |                                                                             |                                                                             |
|                      | Afif · Ali · Ali Mukhtar · Al-Brake · Ró-Ró |                                | Shukurov · Ashurmatov · Umarov · Abdurakhmatov · Masharipov |                                                                             |                                                                             |

### Semifinales
| 6 de febrero de 2024 | Jordania                      | 2:0 (0:0) | Corea del Sur | Estadio Áhmad bin Ali, Rayán                                                  |                                                                               |
| 18:00                | Al-Naimat 53' · Al-Tamari 66' | Reporte   |               | Asistencia: 42 850 espectadores Árbitro(s): Mohammed Abdulla VAR: Omar Al-Ali | Asistencia: 42 850 espectadores Árbitro(s): Mohammed Abdulla VAR: Omar Al-Ali |

| 7 de febrero de 2024 | Irán                               | 2:3 (1:2) | Catar                          | Estadio Al Thumama, Doha                                                       |                                                                                |
| 18:00                | Azmoun 4' · Jahanbakhsh 51' (pen.) | Reporte   | Gaber 17' · Afif 43' · Ali 82' | Asistencia: 40 342 espectadores Árbitro(s): Ahmad Al-Ali VAR: Sivakorn Pu-udom | Asistencia: 40 342 espectadores Árbitro(s): Ahmad Al-Ali VAR: Sivakorn Pu-udom |

### Final
| 10 de febrero de 2024 | Jordania      | 1:3 (0:1) | Catar                                     | Estadio de Lusail, Lusail                                        |                                                                  |
| 18:00                 | Al-Naimat 67' | Reporte   | Afif 22' (pen.), 75' (pen.), 90+5' (pen.) | Asistencia: 86 492 espectadores Árbitro(s): Ma Ning VAR: Fu Ming | Asistencia: 86 492 espectadores Árbitro(s): Ma Ning VAR: Fu Ming |

|                          |
| Bandera de Catar         |
| Campeón Catar 2.º título |

## Estadísticas

### Goleadores
8 goles
- Akram Afif

6 goles
- Aymen Hussein

4 goles
- Ayase Ueda
- Yazan Al-Naimat

3 goles
- Mehdi Taremi
- Musa Al-Taamari
- Oday Dabbagh
- Hassan Al-Haydos
- Lee Kang-in
- Son Heung-min

2 goles
- Martin Boyle
- Craig Goodwin
- Jackson Irvine
- Sardar Azmoun
- Mehdi Ghayedi
- Alireza Jahanbakhsh
- Takumi Minamino
- Mahmoud Al-Mardi
- Almoez Ali
- Omar Khribin
- Supachai Chaided
- Sultan Adil
- Yahya Al-Ghassani
- Abbosbek Fayzullaev
- Azizbek Turgunboev

1 gol
- Jordan Bos
- Harry Souttar
- Abdullah Al-Hashash
- Abdulla Yusuf Helal
- Ali Madan
- Chan Siu Kwan
- Marselino Ferdinan
- Asnawi Mangkualam
- Sandy Walsh
- Karim Ansarifard
- Shojae Khalilzadeh
- Mohammad Mohebi
- Mohanad Ali
- Saad Natiq
- Osama Rashid
- Rebin Sulaka
- Ritsu Dōan
- Wataru Endō
- Takefusa Kubo
- Hidemasa Morita
- Keito Nakamura
- Yazan Al-Arab
- Nizar Al-Rashdan
- Joel Kojo
- Bassel Jradi
- Arif Aiman
- Faisal Halim
- Romel Morales
- Muhsen Al-Ghassani
- Salaah Al-Yahyaei
- Zaid Qunbar
- Tamer Seyam
- Jassem Gaber
- Ali Al-Bulaihi
- Faisal Al-Ghamdi
- Abdulrahman Ghareeb
- Mohamed Kanno
- Abdullah Radif
- Cho Gue-sung
- Hwang Hee-chan
- Hwang In-beom
- Jeong Woo-yeong
- Vahdat Hanonov
- Nuriddin Khamrokulov
- Parvizdzhon Umarbayev
- Supachok Sarachat
- Khalifa Al Hammadi
- Zayed Sultan
- Odiljon Hamrobekov
- Sherzod Nasrullaev
- Igor Sergeev
- Bùi Hoàng Việt Anh
- Nguyễn Đình Bắc
- Nguyễn Quang Hải
- Phạm Tuấn Hải

Autogoles
- Elkan Baggott (ante Australia)
- Justin Hubner (ante Japón)
- Ayase Ueda (ante Baréin)
- Yazan Al-Arab (ante Corea del Sur)
- Park Yong-woo (ante Jordania)
- Vahdat Hanonov (ante Jordania)
- Bader Nasser (ante Palestina)

### Asistentes
| Jugador               | Selección              | Asistencias |
| Ali Jasim             | Irak                   | 3           |
| Sardar Azmoun         | Irán                   | 3           |
| --------------------- | ---------------------- | ----------- |
| Ali Saleh             | Emiratos Árabes Unidos | 2           |
| Almoez Ali            | Catar                  | 2           |
| Saman Ghoddos         | Irán                   | 2           |
| Akram Afif            | Catar                  | 2           |
| Jaloliddin Masharipov | Uzbekistán             | 2           |
| Musab Al-Battat       | Palestina              | 2           |
| Yazan Al-Naimat       | Jordania               | 2           |

### Clasificación general
| Campeón Subcampeón | Semifinalistas Cuartos de final | Octavos de final Fase de grupos |

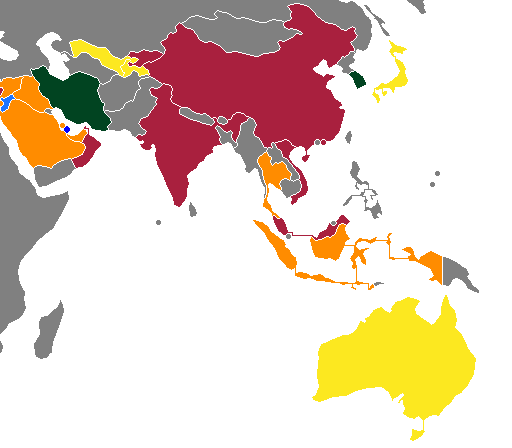
Países participantes según la fase alcanzada en el torneo.
Campeón
Subcampeón
Semifinalistas
Cuartos de final
Octavos de final
Fase de grupos

La clasificación general indica la posición que ocupó cada selección al finalizar el torneo. El rendimiento se obtiene de la relación entre los puntos obtenidos y los partidos jugados por las selecciones y se expresa en porcentajes. La tabla se divide según la fase alcanzada por cada país.
Si algún partido de la segunda fase se definió mediante tiros de penal, el resultado final del tiempo reglamentario del partido se considera como empate.
| Pos. | Selección              | Pts. | PJ | PG | PE | PP | GF | GC | DG | Rend.  |
| ---- | ---------------------- | ---- | -- | -- | -- | -- | -- | -- | -- | ------ |
| 1    | Catar                  | 19   | 7  | 6  | 1  | 0  | 14 | 5  | 9  | 90.48% |
| 2    | Jordania               | 13   | 7  | 4  | 1  | 2  | 13 | 8  | 5  | 61.9%  |
| 3    | Irán                   | 13   | 6  | 4  | 1  | 1  | 12 | 7  | 5  | 72.22% |
| 4    | Corea del Sur          | 9    | 6  | 2  | 3  | 1  | 11 | 10 | 1  | 50%    |
| 5    | Australia              | 10   | 5  | 3  | 1  | 1  | 9  | 3  | 6  | 66.67% |
| 6    | Japón                  | 9    | 5  | 3  | 0  | 2  | 12 | 8  | 4  | 60%    |
| 7    | Uzbekistán             | 9    | 5  | 2  | 3  | 0  | 7  | 3  | 4  | 60%    |
| 8    | Tayikistán             | 5    | 5  | 1  | 2  | 2  | 3  | 4  | –1 | 33.33% |
| 9    | Irak                   | 9    | 4  | 3  | 0  | 1  | 10 | 7  | 3  | 75%    |
| 10   | Arabia Saudita         | 8    | 4  | 2  | 2  | 0  | 5  | 2  | 3  | 66.67% |
| 11   | Baréin                 | 6    | 4  | 2  | 0  | 2  | 4  | 6  | –2 | 50%    |
| 12   | Emiratos Árabes Unidos | 5    | 4  | 1  | 2  | 1  | 6  | 5  | 1  | 41.67% |
| 13   | Tailandia              | 5    | 4  | 1  | 2  | 1  | 3  | 2  | 1  | 41.67% |
| 14   | Siria                  | 5    | 4  | 1  | 2  | 1  | 2  | 2  | 0  | 41.67% |
| 15   | Palestina              | 4    | 4  | 1  | 1  | 2  | 6  | 7  | –1 | 33.33% |
| 16   | Indonesia              | 3    | 4  | 1  | 0  | 3  | 3  | 10 | –7 | 25%    |
| 17   | Omán                   | 2    | 3  | 0  | 2  | 1  | 2  | 3  | –1 | 22.22% |
| 18   | China                  | 2    | 3  | 0  | 2  | 1  | 0  | 1  | –1 | 22.22% |
| 19   | Kirguistán             | 1    | 3  | 0  | 1  | 2  | 1  | 5  | –4 | 11.11% |
| 20   | Líbano                 | 1    | 3  | 0  | 1  | 2  | 1  | 5  | –4 | 11.11% |
| 21   | Malasia                | 1    | 3  | 0  | 1  | 2  | 3  | 8  | –5 | 11.11% |
| 22   | Vietnam                | 0    | 3  | 0  | 0  | 3  | 4  | 8  | –4 | 0%     |
| 23   | Hong Kong              | 0    | 3  | 0  | 0  | 3  | 1  | 7  | –6 | 0%     |
| 24   | India                  | 0    | 3  | 0  | 0  | 3  | 0  | 6  | –6 | 0%     |

## Premios y reconocimientos

### Distinciones individuales
| Premio                | Jugador         | Selección          |
| --------------------- | --------------- | ------------------ |
| Mejor jugador         | Akram Afif      | Selección de Catar |
| Bota de oro (8 goles) | Akram Afif      | Selección de Catar |
| Guante de Oro         | Meshaal Barsham | Selección de Catar |

### Premio Fair-Play
| Selección          |
| ------------------ |
| Selección de Catar |

### Equipo Ideal
| Guardameta      | Defensas                                   | Centrocampistas                                          | Delanteros                               |
| --------------- | ------------------------------------------ | -------------------------------------------------------- | ---------------------------------------- |
| Meshaal Barsham | Abdallah Nasib Ali Al-Bulaihi Lucas Mendes | Mehdi Ghayedi Craig Goodwin Hassan Al-Haydos Lee Kang-in | Akram Afif Aymen Hussein Yazan Al-Naimat |